# Paul Hoffman (aviron)
Paul Hoffman, né le 21 avril 1946 à New York, est un rameur d'aviron américain. 

## Carrière
Paul Hoffman participe aux Jeux olympiques de 1972 à Munich et remporte la médaille d'argent avec le huit américain composé de Franklin Hobbs, Peter Raymond, Timothy Mickelson, Eugene Clapp, William Hobbs, Cleve Livingston, Michael Livingston et Lawrence Terry.